# سوق السفر العربي
سوق السفر العربي أو الملتقى العربي للسياحة والسفر (ATM)، هو حدث للسفر والسياحة، تنظمه شركة ريد للمعارض في دبي سنوياً لتوفير منصة لمحترفي السياحة الداخلية والخارجية في الشرق الأوسط، وتقديم معلومات عن الوجهات السياحية وخيارات الإقامة ومناطق الجذب السياحي وصناعة الطيران في الشرق الأوسط وحول العالم.

## تاريخه
اُفتُتح الحدث في 1994 واستضافه مركز دبي الدولي للمؤتمرات والمعارض. يستهدف الحدث صناع القرار في الصناعة والحكومة ويوفر أخبار الصناعة والمنتجات والمحتوى التعليمي.اجتذب الحدث 2700 عارض من 83 دولة و68 جناحاً وطنياً وحوالي 21000 زائر تجاري من 157 دولة في 2014. وقد غطى حوالي 25000 م2 من مساحة المعارض ويعتبر على نطاق واسع أكبر حدث دولي للسياحة والضيافة في المنطقة.
يحضر الحدث شركات عالمية مثل جوجل وموفنبيك، وكلاهما راعي لنسخة 2013 من الحدث، بجانب طيران الإمارات ولتسية وأليتاليا. وقد ورد أيضاً في الجدول الزمني لمنظمة السياحة العالمية.
استضاف سوق السفر العربي أول قمة عالمية للسياحة الحلال كجزء من مجموعة الفعاليات ذات التركيز الخاص والتي ضمت ثلاث جلسات لندوات تفاعلية تغطي الصورة الكبيرة واستراتيجيات الوجهات الحلال وكيفية تسويق السفر الحلال، بزعامة كبار خبراء صناعة السفر المسلمين بما في ذلك؛ فايز فضل الله، المؤسس المشارك والرئيس التنفيذي لشركة سلام ستاندارد وتريبفيز ونبيل شريف، مؤسس ومدير شركة تايلورميد سيرينديبيتي ولاكشري حلال ترافل.
أعلن منظمو سوق السفر العربي إلغاء نسخة المعرض لعام 2020 نتيجة جائحة كوفيد-19، والذي كان من المقرر إقامته أصلاً في 19-22 أبريل ولكنه نُقل إلى 28 يونيو - 1 يوليو 2020.
عاد الحدث إلى الظهور بشكل شخصي في 2021، وأُقيم في الفترة من 16 إلى 19 مايو 2021 في مركز دبي التجاري العالمي. ومن المقرر أن تعقد النسخة القادمة في الفترة من 9 إلى 12 مايو 2022.
وفي نسخته الحادية والثلاثين،سجل عدد الحضور أكثر من 46 ألف زائر بنمو نسبته 15%، وزيادة كبيرة في عدد الصفقات التجارية التي تم توقيعها خلال أيام المعرض وشهد المعرض مشاركة أكثر من 2600 عارض من 160 دولةأ

## الجوائز والتكريم

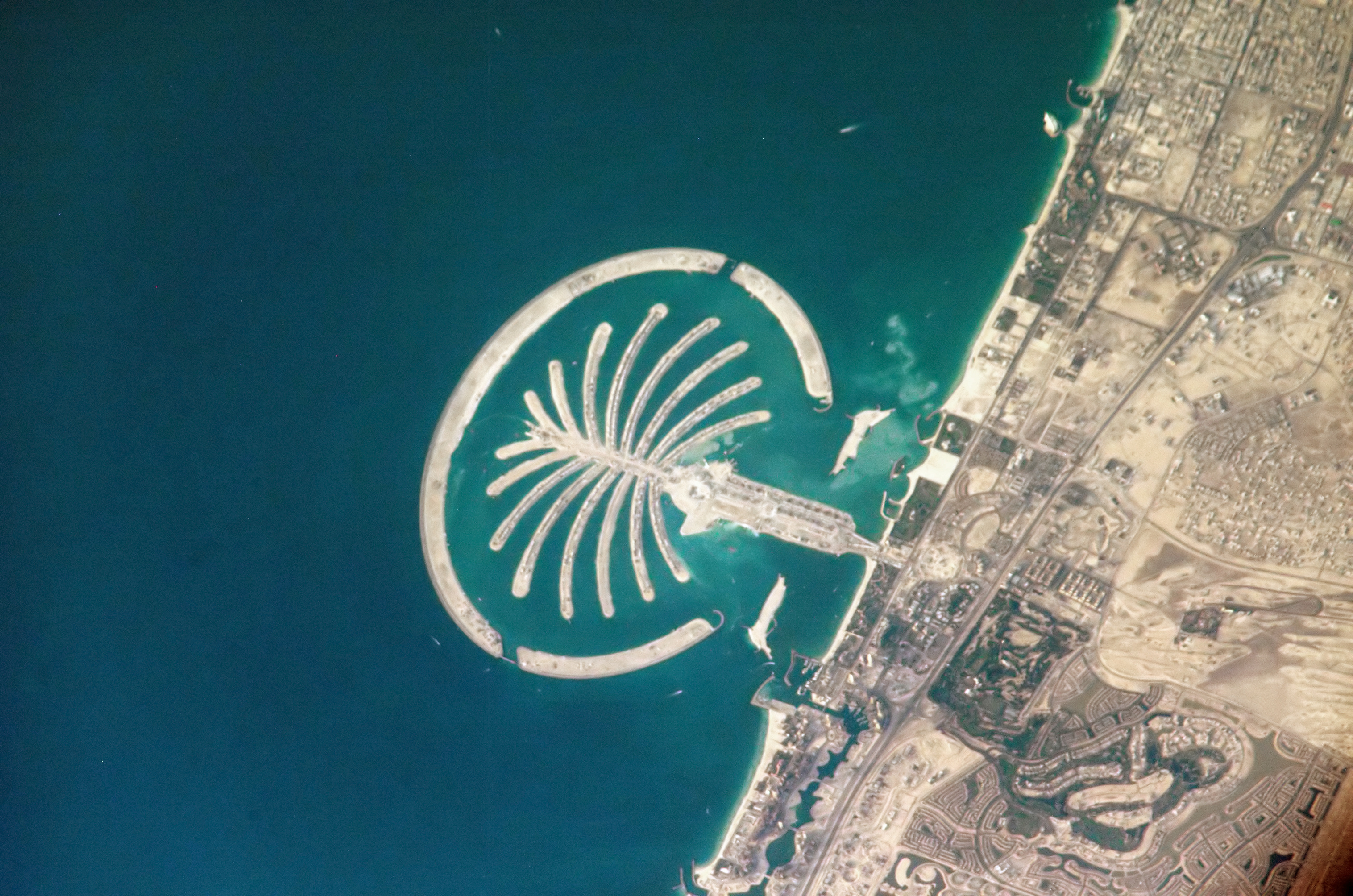
جزيرة النخلة من منظور عين الطائر

فاز سوق السفر العربي بجوائز سفر عالمية، تُعتبر عموماً بمثابة جوائز الأوسكار لصناعة السفر، كُشف عن مفهوم جزر النخيل في سوق السفر العربي في 2001، لأعوام 2009 و2010 و2011 و2012.
يُكرم الحدث الإنجازات التي تحققت في صناعة السفر والسياحة من خلال جوائز سوق السفر العربي التي توزع سنوياً. كما يقدم جائزة، نيو فرونتيرز،للاعتراف بالمساهمات البارزة في تنمية السياحة في مواجهة الكوارث الطبيعية، ودعم الوجهة المختارة من خلال تقديم مساحة للعرض بقيمة 10 آلاف دولار خلال الحدث.

## للمزيد من القراءة
- Jim Krane (2009). Dubai: The Story of the World's Fastest City. Atlantic Books, Limited. ISBN:978-1-84887-394-0. مؤرشف من الأصل في 2022-12-31.

## وصلات خارجية
- Event web site
- News on Hospitality Net